# Habenaria thomana
Habenaria thomana är en orkidéart som beskrevs av Heinrich Gustav Reichenbach. Habenaria thomana ingår i släktet Habenaria och familjen orkidéer. IUCN kategoriserar arten globalt som sårbar. Inga underarter finns listade i Catalogue of Life.